# Otchłań rozgrzeszenia
Otchłań rozgrzeszenia (tyt. oryg. Absolution Gap) – czwarta powieść brytyjskiego pisarza science fiction Alastaira Reynoldsa z cyklu Przestrzeń objawienia. Kontynuacja Arki Odkupienia.

## Fabuła
Akcja powieści toczy się w czterech różnych miejscach i okresach czasu. Większość wydarzeń rozgrywa się w latach 2675 i 2727.
W roku 2615 Królowa Jasmina ze światłowca Gnostyczne Wniebowstąpienie budzi Quaiche'a, członka załogi, z zimnego snu. Jest nim rozczarowana: mimo obietnic, że poprawi los załogi, nie uczynił tego. W rzeczywistości, wiele systemów, które zbadał było wypełnionych wyjątkowo cennymi artefaktami, których nie zdołał wykryć i zostały zebrane przez inne statki. Dając mu ostatnią szansę Jasmina wysyła go do przeszukania układu 107 Piscium. Jego kochanka, Morwenna, zostaje wysłana z nim w skafandrze do deprywacji sensorycznej, który paraliżuje użytkownika i oślepia go. Na jednym z księżyców gazowego giganta Haldora (który wydaje się znikać na kilka ułamków sekundy), odkrywa obcy most, którego automatyczny system obrony atakuje go. W rezultacie rozbija się i stwierdza, że nie ma wystarczającej ilości tlenu do przeżycia i nie zdoła wezwać pomocy, gdyż jego statek znajduje się po drugiej stronie Haldory. Jednak Haldora znika, a jego sygnał radiowy dociera na statek, który maksymalnie przyspiesza, by go uratować, zabijając jednak w ten sposób Morwennę.
W roku 2675 na planecie Ararat, 23 lata po wydarzeniach z Arki Odkupienia, hiperświnia Scorpio, szuka Nevilla Clavaina, który odizolował się od głównego nurtu społeczeństwa, pozostawiając władzę nad kolonią Scorpiowi. Skorpio oczekuje jego pomocy w otwarciu kapsuły, która spadła z kosmosu. Towarzyszy mu Vasko Malinin, kompetentny, ale naiwny młody mieszkaniec kolonii. W kapsule znajdują Anę Khouri. Khouri informuje ich, że ludzkość jest teraz w stanie wojny z Inhibitorami. Jedyną nadzieję na przetrwanie dają informacje i dane techniczne zapisane w pamięci Aury, córki Khouri, która została zmodyfikowana przez matrycę Hadesu, obcego repozytorium danych. Jednak Skade porwała ją z łona Khouri. Clavain i Scorpio dowodzą zespołem, który odkrywa, że statek Skade rozbił się na planecie, gdy został zaatakowany przez Inhibitorów. Osaczona Skade zgadza się oddać Aurę kolonii w zamian za zabicie Clavaina. Clavain zgadza się poświęcić, ale prosi Scorpia, by pochował jego ciało w morzu (gdzie Żonglerzy Wzorców wchłoną go i zjednoczą z Galianą i Felką). Koloniści są atakowani przez maszyny Inhibitorów, ale zostają obronieni przez Remontoire'a.
Po powrocie do kolonii, przywódcy postanawiają ewakuować planetę. Udaje im się jednak zaokrętować tylko 14 tysięcy z ponad 150 tysięcy kolonistów. W przestrzeni spotykają Remontoire'a, który daje im technologię Aury do obrony przed Inhibitorami, po czym decydują się udać do układu Epsilon Eridani, by wspomóc ewakuację planety Yellowstone. Po dotarciu do niego w roku 2698 okazuje się, że przybyli zbyt późno; układ został spustoszony przez Inhibitorów. Po zebraniu nielicznych uchodźców próbujących uciec z systemu, postanawiają za radą Aury lecieć na Helę.
W roku 2727 Rashmika Els, 17-letnia dziewczyna, opuszcza swój dom na Heli, aby szukać swego dawno zaginionego brata Harbina, który wyjechał, by zdobyć posadę w latającej katedrze. Katedry zostały utworzone przez Quaiche'a po roku 2615 i stale poruszają się nad powierzchnią Heli w celu obserwacji Haldory i jej zniknięć, interpretowanych w stworzonej przez Quaiche'a religii jako cud. W utrzymaniu wiary religijnej przez jego zwolenników pomagają specjalne wirusy indoktrynacyjne. Rashmika przyłącza się do jednej z karawan, podążających do Drogi Ustawicznej, którą poruszają się katedry. Dzięki wrodzonej zdolności do rozpoznawania kłamstwa z ruchów ludzkiej twarzy, udaje jej się zdobyć zainteresowanie Quaiche'a i rozpoczyna pracę dla niego.
W katedrze nawiązują z nią kontakt istoty przedstawiające się jako „Cienie”, które istnieją w równoległym wszechświecie. Ich wszechświat został zniszczony przez zbuntowane maszyny terraformujące. Zagrożeni całkowitą zagładą poinstruowali Czmychaczy, dawno wymarłych mieszkańców Heli, jak zbudować maszynę, która może przenieść ich przez granicę między wszechświatami. W zamian za to ofiarowali się zniszczyć Inhibitorów. Jednakże Inhibitory rzekomo pierwsi zniszczyli Czmychaczy. Cienie proszą Rashmikę o pomoc w wydostaniu się z ich wszechświata.
Tymczasem Nostalgia za Nieskończonością przybywa ją Helę i oferuje wynająć się do jej ochrony. Quaiche zgadza się i wysyła „delegatów” na statek, którzy w rzeczywistości są żołnierzami. Próbują opanować statek ale zostają pokonani. Quaiche bierze jako zakładników Khouri i Vasko, a także Rashmikę (która okazuje się w rzeczywistości Aurą). Przy pomocy statku chce zmienić rotację Heli, by zsynchronizować jej obrót z Haldorą, co umożliwi mu oglądanie planety wiecznie, bez konieczności przemieszczania katedr. Kapitan John Brannigan zgadza się na ultimatum, ale przedtem używa Broni Kazamatowej przeciw Haldorze i niszczy jego powierzchowność, ujawniając, że jest mechanizmem transportu Cieni.
Quaiche i Grelier giną, próbując opuścić uszkodzoną katedrę. Żołnierze katedr opanowują Nostalgię za Nieskończonością i niszczą kapitana Brannigana. Aura, Khouri i Vasko zostają uratowani przez Scorpia, który odradza jej pomoc Cieniom. Uważa on, że lepiej nie narażać się tajemniczej rasie Budowniczych Gniazd, która w rzeczywistości wytępiła Czmychaczy za ich kontakty z Cieniami.
Zarówno prolog jak i epilog powieści rozgrywają się mniej więcej w roku 3125, czterysta lat po wydarzeniach z reszty książki. W prologu anonimowa kobieta, i jej opiekun stoją na powierzchni planety Żonglerów Wzorców, na której trwa ewakuacja. Kobieta prosi swego opiekuna o zgodę na spędzenie na planecie jeszcze jednej godziny przed powrotem do swojego statku. Patrzy na gwiazdy i za pomocą przyrządu powiększającego stwierdza, że jedna z nich świeci kolorem zielonym. Epilog odkrywa, że kobieta jest w rzeczywistości starszą wersję Aury (a jej „opiekunem” jest Scorpio), oraz udziela informacji o wydarzeniach, które miały miejsce po bitwie na Heli. Dzięki nowym rodzajom broni uzyskanym od Budowniczych Gniazd ludzie pokonali Inhibitorów. Jednak w ten sposób stworzyli większy problem: tzw. Mszyce – samoreplikujące maszyny zaprogramowane do niszczenia wszelkich obiektów w układach planetarnych i ich reorganizacji w biliony habitatów wypełnionych roślinami (zachowanie to jest dokładnie takie same jak zagrożenie opisane przez Cienie). Inhibitorzy trzymali ich w ryzach, ale bez Inhibitorów, Mszyce są już poza kontrolą. Ani ludzie, ani Budowniczowie Gniazd nie potrafią ich zatrzymać. Ludzkość ewakuuje się w kierunku Plejad. Aura postanawia, że zanim wróci na statek, będzie pływać z Żonglerami Wzorców i ostrzeże ich przed tym, co nadchodzi.
Dalsze informacje na temat zagrożenia ze strony Mszyc można znaleźć w opowiadaniu Północ Galaktyki, dostępnym w książce o tym samym tytule. Przedstawia genezę Mszyc i ich postępy aż do roku 40 000, w którym rozprzestrzeniają się do tego stopnia, że ludzie są zmuszeni do opuszczenia Drogi Mlecznej.